# Menipea retroversa
Menipea retroversa är en mossdjursart som beskrevs av Maplestone 1900. Menipea retroversa ingår i släktet Menipea och familjen Candidae. Inga underarter finns listade i Catalogue of Life.